# غرير (كارولاينا الجنوبية)
غرير (بالإنجليزية: Greer, South Carolina)‏ هي مدينة تقع في الولايات المتحدة في كارولاينا الجنوبية.  يقدر عدد سكانها بـ 27,167 نسمة ومساحتها 56.36 كم2  وترتفع عن سطح البحر 312 متر.

## التركيبة السكانية
حدّد مكتب تعداد الولايات المتحدة بيانات التركيبة السكانية لغرير في تعداد الولايات المتحدة. في ما يلي، التركيبة السكانية حسب تعدادي 2000 و2010.

### تعداد عام 2000
بلغ عدد سكان غرير 16,843 نسمة بحسب تعداد عام 2000، وبلغ عدد الأسر 6,714 أسرة وعدد العائلات 4,510 عائلة مقيمة في المدينة. في حين سجلت الكثافة السكانية 254.8 نسمة لكل كيلومتر مربع (659.9/ميل2). وبلغ عدد الوحدات السكنية 7,386 وحدة بمتوسط كثافة قدره 111.7 لكل كيلومتر مربع (289.3/ميل2).
وتوزع التركيب العرقي للمدينة بنسبة 73.39% من البيض و19.49% من الأمريكيين الأفارقة و0.22% من الأمريكيين الأصليين و1.16% من الأمريكيين ذوي الأصول الآسيوية و0.06% من سكان جزر المحيط الهادئ و4.42% من الأعراق الأخرى و1.26% من عرقين مختلطين أو أكثر و8.18% من الهسبانيون أو اللاتينيون من أي عرق.
بلغ عدد الأسر 6,714 أسرة كانت نسبة 36.3% منها لديها أطفال تحت سن الثامنة عشر تعيش معهم، وبلغت نسبة الأزواج القاطنين مع بعضهم البعض 47.1% من أصل المجموع الكلي للأسر، ونسبة 15.7% من الأسر كان لديها معيلات من الإناث دون وجود شريك،  بينما كانت نسبة 4.4% من الأسر لديها معيلون من الذكور دون وجود شريكة وكانت نسبة 32.8% من غير العائلات. تألفت نسبة 27.9% من أصل جميع الأسر من عدة أفراد يعيشون في نفس المنزل ونسبة 12.1% كانت تتألف من شخص يعيش بمفرده يبلغ من العمر 65 عاماً أو أكثر. وبلغ متوسط حجم الأسرة المعيشية 2.47، أما متوسط حجم العائلات فبلغ 2.99.
بلغ العمر الوسطي للسكان 33.7 عاماً. وكانت نسبة 24.7% من القاطنين تحت سن الثامنة عشر، وكانت نسبة 9.2% بين الثامنة عشر والرابعة والعشرين عاماً، ونسبة 33.3% كانت واقعةً في الفئة العمرية ما بين الخامسة والعشرين والرابعة والأربعين عاماً، ونسبة 18.8% كانت ما بين الخامسة والأربعين والرابعة والستين، ونسبة 12.3% كانت ضمن فئة الخامسة والستين عاماً فما فوق. يوجد لكل 100 أنثى 91.7 ذكر، ويوجد لكل 100 أنثى في الثامنة عشر من عمرها فما فوق 89.0 ذكر.
بلغ متوسط دخل الأسرة في المدينة 33,140 دولارًا، أما متوسط دخل العائلة فبلغ 41,864 دولارًا. وكان متوسط دخل الذكور 33,147 دولارًا مقابل 23,566 دولارًا للإناث. وسجل دخل الفرد الخاص بالمدينة 17,546 دولارًا. وكانت نسبة 12.2% من العائلات ونسبة 15.8% من السكان تحت خط الفقر، وكان من هؤلاء نسبة 20.5% تحت سن الثامنة عشر ونسبة 15.1% في الخامسة والستين من العمر وما فوق.

### تعداد عام 2010
بلغ عدد سكان غرير 25,515 نسمة بحسب تعداد عام 2010، وبلغ عدد الأسر 10,012 أسرة وعدد العائلات 6,685 عائلة مقيمة في المدينة. في حين سجلت الكثافة السكانية 386 نسمة لكل كيلومتر مربع (999.7/ميل2). وبلغ عدد الوحدات السكنية 11,127 وحدة بمتوسط كثافة قدره 168.3 لكل كيلومتر مربع (435.9/ميل2).
وتوزع التركيب العرقي للمدينة بنسبة 70.83% من البيض و17.26% من الأمريكيين الأفارقة و0.26% من الأمريكيين الأصليين و2.23% من الأمريكيين ذوي الأصول الآسيوية و0.05% من سكان جزر المحيط الهادئ و7.24% من الأعراق الأخرى و2.12% من عرقين مختلطين أو أكثر و14.45% من الهسبانيون أو اللاتينيون من أي عرق.
بلغ عدد الأسر 10,012 أسرة كانت نسبة 37.2% منها لديها أطفال تحت سن الثامنة عشر تعيش معهم، وبلغت نسبة الأزواج القاطنين مع بعضهم البعض 45.3% من أصل المجموع الكلي للأسر، ونسبة 16.3% من الأسر كان لديها معيلات من الإناث دون وجود شريك،  بينما كانت نسبة 5.2% من الأسر لديها معيلون من الذكور دون وجود شريكة وكانت نسبة 33.2% من غير العائلات. تألفت نسبة 27.9% من أصل جميع الأسر من عدة أفراد يعيشون في نفس المنزل ونسبة 9.4% كانت تتألف من شخص يعيش بمفرده يبلغ من العمر 65 عاماً أو أكثر. وبلغ متوسط حجم الأسرة المعيشية 2.52، أما متوسط حجم العائلات فبلغ 3.08.
بلغ العمر الوسطي للسكان 33.9 عاماً. وكانت نسبة 26.6% من القاطنين تحت سن الثامنة عشر، وكانت نسبة 8.6% بين الثامنة عشر والرابعة والعشرين عاماً، ونسبة 31.3% كانت واقعةً في الفئة العمرية ما بين الخامسة والعشرين والرابعة والأربعين عاماً، ونسبة 22.6% كانت ما بين الخامسة والأربعين والرابعة والستين، ونسبة 10.9% كانت ضمن فئة الخامسة والستين عاماً فما فوق. وتوزع التركيب الجنسي للسكان بنسبة 47.5% ذكور و52.5% إناث.

## أعلام
- غريدي هوارد
- جيم نيل
- دون دوبينز
- ديفيد بينيت
- ميخائيل روث
- جوليان مايفيلد